# Касиљо
Касиљо (итал. Cassiglio) је насеље у Италији у округу Бергамо, региону Ломбардија.
Према процени из 2011. у насељу је живело 100 становника. Насеље се налази на надморској висини од 607 м.

## Становништво
| 1936. | 1951. | 1961. | 1971. | 1981. | 1991. | 2001. | 2011. |
| ----- | ----- | ----- | ----- | ----- | ----- | ----- | ----- |
| 185   | 228   | 191   | 156   | 141   | 120   | 107   | 122   |